# Résolution 341 du Conseil de sécurité des Nations unies
Membres permanents
- Chine
- États-Unis
- France
- Royaume-Uni
- URSS

Membres non permanents
- Australie
- Autriche
- Guinée
- Indonésie
- Inde
- Kenya
- Panama
- Pérou
- Soudan
- Yougoslavie

Résolution no 340 Résolution no 342
La résolution 341 du Conseil de sécurité des Nations unies est adoptée à 14 voix contre zéro lors de la 1 752e séance du Conseil de sécurité des Nations unies le 27 octobre 1973, après le rapport du secrétaire général sur l'application de la résolution 340, le Conseil a décidé que la Force de maintien de la paix (FUNU II) serait créée pour une période de six mois et serait maintenue par la suite si le Conseil le souhaitait.
La résolution a été adoptée par 14 voix contre zéro, la république populaire de Chine n'ayant pas participé au vote.

### Sources
- (en) Cet article est partiellement ou en totalité issu de l’article de Wikipédia en anglais intitulé « United Nations Security Council Resolution 341 » (voir la liste des auteurs).

### Texte
- Résolution 341 sur fr.wikisource.org
- Résolution 341 sur en.wikisource.org